# Eleanor Powell

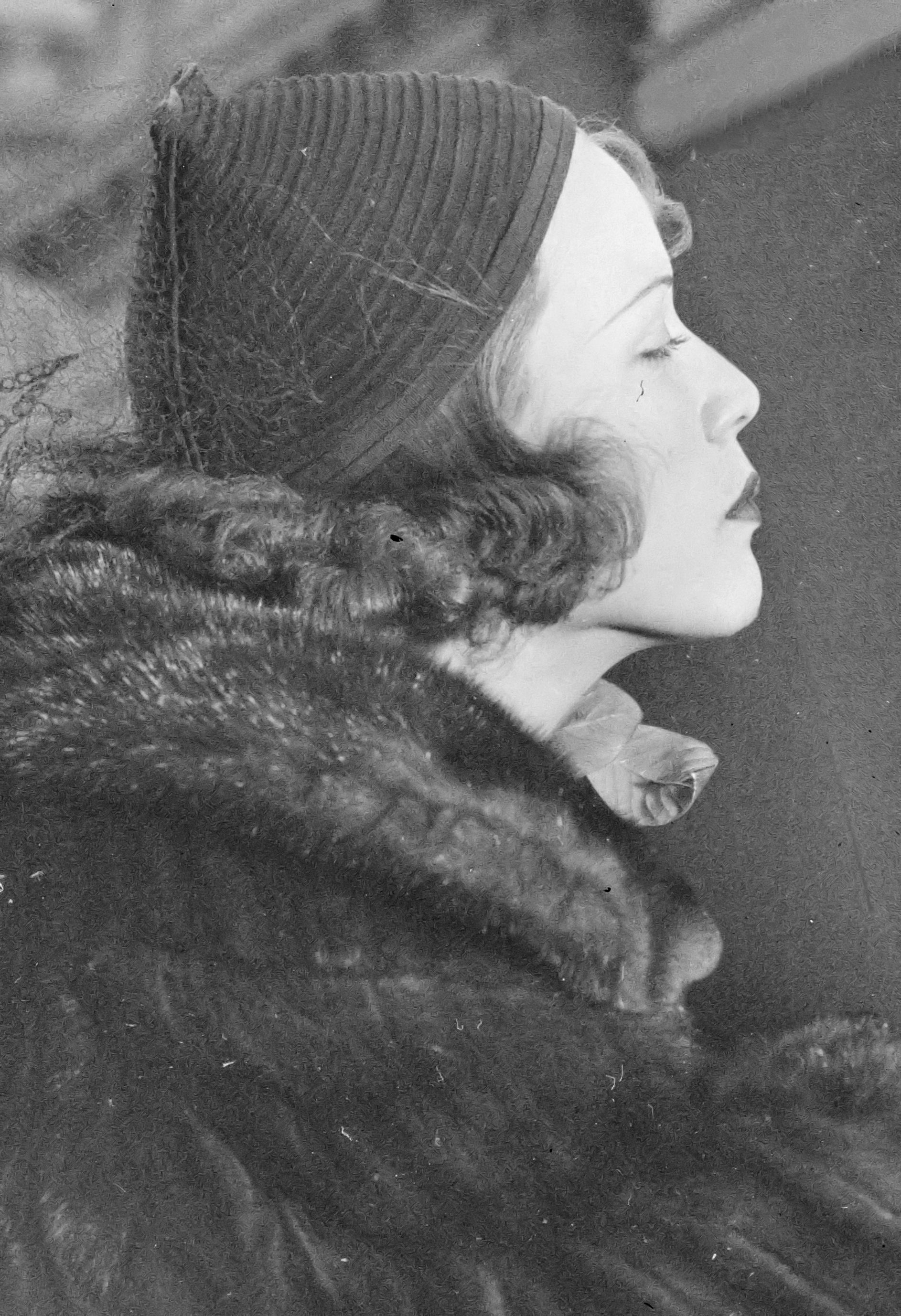
Eleanor Powell, 1938

Eleanor Torrey Powell (* 21. November 1912 in Springfield, Massachusetts; † 11. Februar 1982 in Beverly Hills, Kalifornien) war eine US-amerikanische Tänzerin, Sängerin und Schauspielerin.

## Leben
Eleanor Powell wurde bereits mit 11 Jahren in einer Vaudeville Kinder-Revue von Gus Edwards entdeckt, der sie in den 1920er-Jahren an den Broadway brachte. Im Jahr 1935 brachten ihr ihre Präzision und Schnelligkeit im Stepptanz den Titel „Weltmeisterin im Stepptanz“ ein. Im gleichen Jahr spielte sie auch ihre erste größere Rolle in einem Hollywood-Musical (in einer Verfilmung von George Sands Scandale). 
Es folgten Broadway-Melodie 1936, Zum Tanzen geboren (1936), Rosalie (1937), Broadway Melody of 1938, Honolulu und Broadway Melodie 1940. Aus letztgenanntem Musical stammt auch ihre wohl bekannteste Stepptanz-Sequenz gemeinsam mit Fred Astaire zu einem Musikstück aus Cole Porters Feder: „Begin The Beguine“.
Im Jahr 1943 heiratete sie den Schauspieler Glenn Ford, gebar 1945 einen Sohn (Peter Ford) und gab kurz nach der Geburt ihres Sohnes das Tanzen und die Schauspielerei auf, um sich ganz dem Familienleben zu widmen. Sie kehrte aber 1950 noch einmal für ein letztes Musical, diesmal mit Esther Williams in Dutchess Of Idaho auf die Leinwand zurück, wandte sich dann aber für viele Jahre ihren künstlerischen Wurzeln zu und trat auf Bühnen und in Clubs und Revues auf. 1959 erfolgte die Scheidung von Ford. In späten Jahren interessierte sie sich zunehmend für Religion und setzte ihre Kraft für Wohltätigkeitsveranstaltungen ein.
Eleanor Powell wurde auch mit einem Stern auf dem Hollywood Walk of Fame verewigt.

## Filmografie
- 1930: Queen High

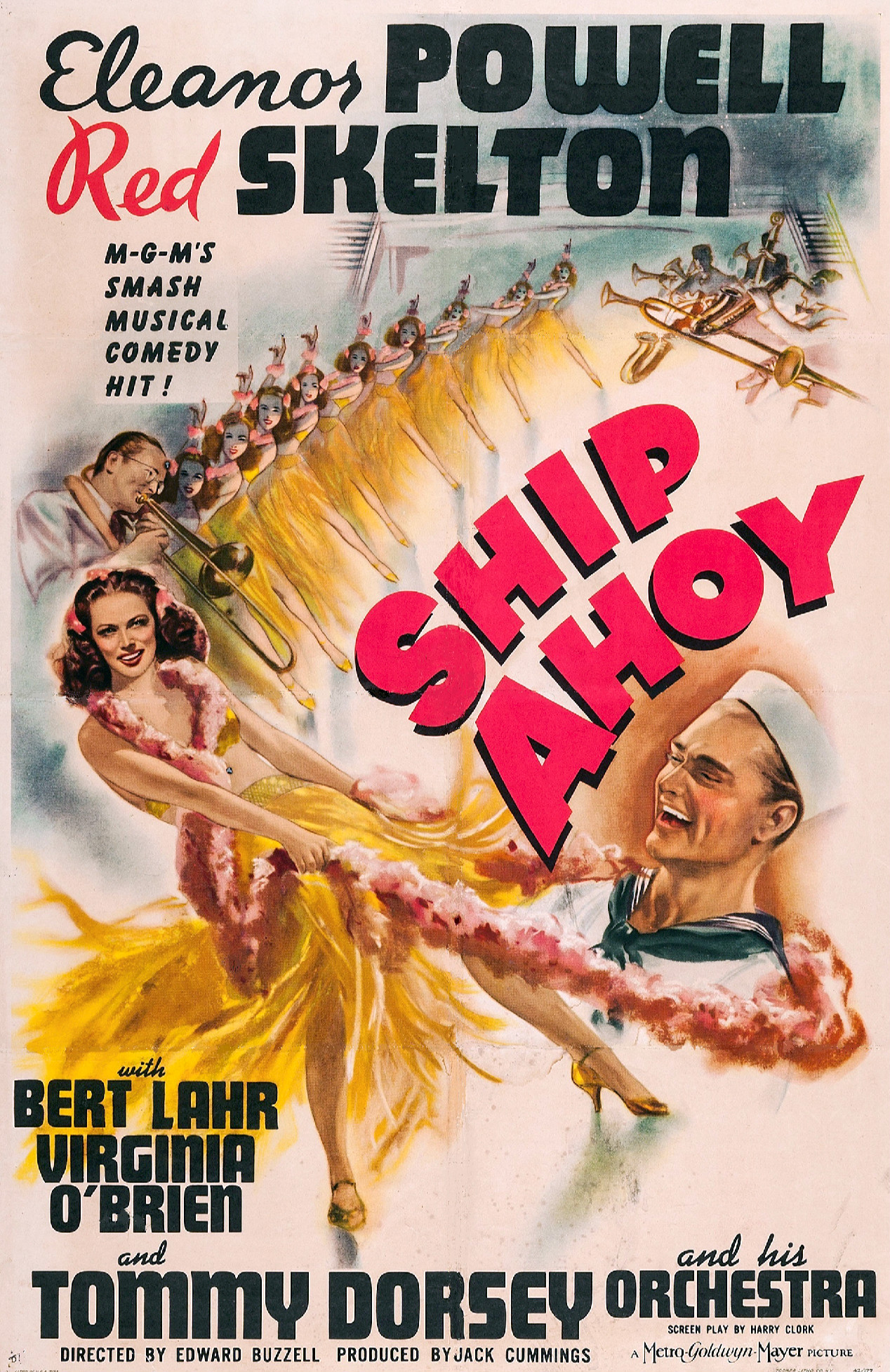
Filmplakat für Ship ahoy, 1942

- 1935: George White’s 1935 Scandals
- 1935: Broadway-Melodie 1936 (Broadway Melody of 1936)
- 1935: Die Elenden (Les Misérables)
- 1936: Zum Tanzen geboren (Born to Dance)
- 1937: Hoheit tanzt inkognito (Rosalie)
- 1938: Broadway Melodie 1938 (Broadway Melody of 1938)
- 1939: Südsee-Nächte (Honolulu)
- 1940: Broadway Melodie 1940 (Broadway Melody of 1940)
- 1941: Lady Be Good
- 1942: Schiff ahoi! (Ship Ahoi)
- 1943: Der Tollpatsch und die Schöne (I Dood It)
- 1943: Thousands Cheer – als sie selbst
- 1944: Sensationen für Millionen (Sensations of 1945)
- 1950: Die Venus verliebt sich (Dutchess Of Idaho) – Cameo